# Seweryn Jędrysik
Seweryn Wincenty Maria Jędrysik, pseud. „Wallenstein”, „Jacentowicz” (ur. 25 sierpnia 1893 w Kamieniu Śląskim, zm. 5 września 1942 w KL Dachau) – polski dominikanin i działacz niepodległościowy, powstaniec śląski, kapelan Wojska Polskiego.

## Życiorys
Urodził się w rodzinie chłopskiej. W 1913 roku kończył gimnazjum w Nysie. W 1914 roku rozpoczął studia filozoficzne na Uniwersytecie Wiedeńskim. Od 14 grudnia 1914 w Legionach Polskich - przydzielony został do 6 baonu I Brygady w Nowym Targu. Otrzymał przydział do 6 batalionu mjr. Albina Fleszara.  Uczestniczył w walkach nad Nidą, pod Konarami, nad Styrem oraz w bitwie pod Kostiuchnówką. Mundur legionisty nosił aż do kryzysu przysięgowego.
5 lutego 1919 roku wstąpił do 7 Batalionu Strzelców. Od 13 czerwca do 27 września 1919 był uczniem 14. klasy Szkoły Podchorążych w Warszawie. 17 października 1919 został mianowany z dniem 1 listopada 1919 podporucznikiem i przydzielony do batalionu zapasowego 16 pułku piechoty.
W lipcu 1920 został wysłany na tereny plebiscytowe Górnego Śląska. Organizator Polskiej Organizacji Wojskowej Górnego Śląska w powiecie strzeleckim. Podczas II powstania śląskiego dowódca akcji bojowej w Kamieniu Śląskim, a następnie komendant powiatowy. W III powstaniu śląskim dowódca baonu w podgrupie „Harden”.

Z opłotków Gogolina wyskakują raz po raz postacie w stalowych hełmach i kryjąc się za nasypem kolejowym, pędzą w kierunku południowym. (...) Również od północy słychać nieustanną strzelaninę. To lewe skrzydło podgrupy „Bogdan” toczy ciężką walkę z nieprzyjacielem.
Nie mogę niestety dojrzeć, co się po północnej stronie szosy prowadzącej z Gogolina do Strzelec dzieje. Walczy tam rekrutujący się przeważnie z miejscowych powstańców baon Jędrysika-Walensteina. To bardzo dzielny dowódca. Pochodzi z pobliskiego Wielkiego Kamienia, jeden z nielicznych Górnoślązaków, którego droga prowadziła przez legiony Piłsudskiego. Nie ulega najmniejszej wątpliwości, że ta jednostka powstańcza bić się będzie do ostatka, żeby zagrodzić Niemcom drogę do rodzimych wsi.

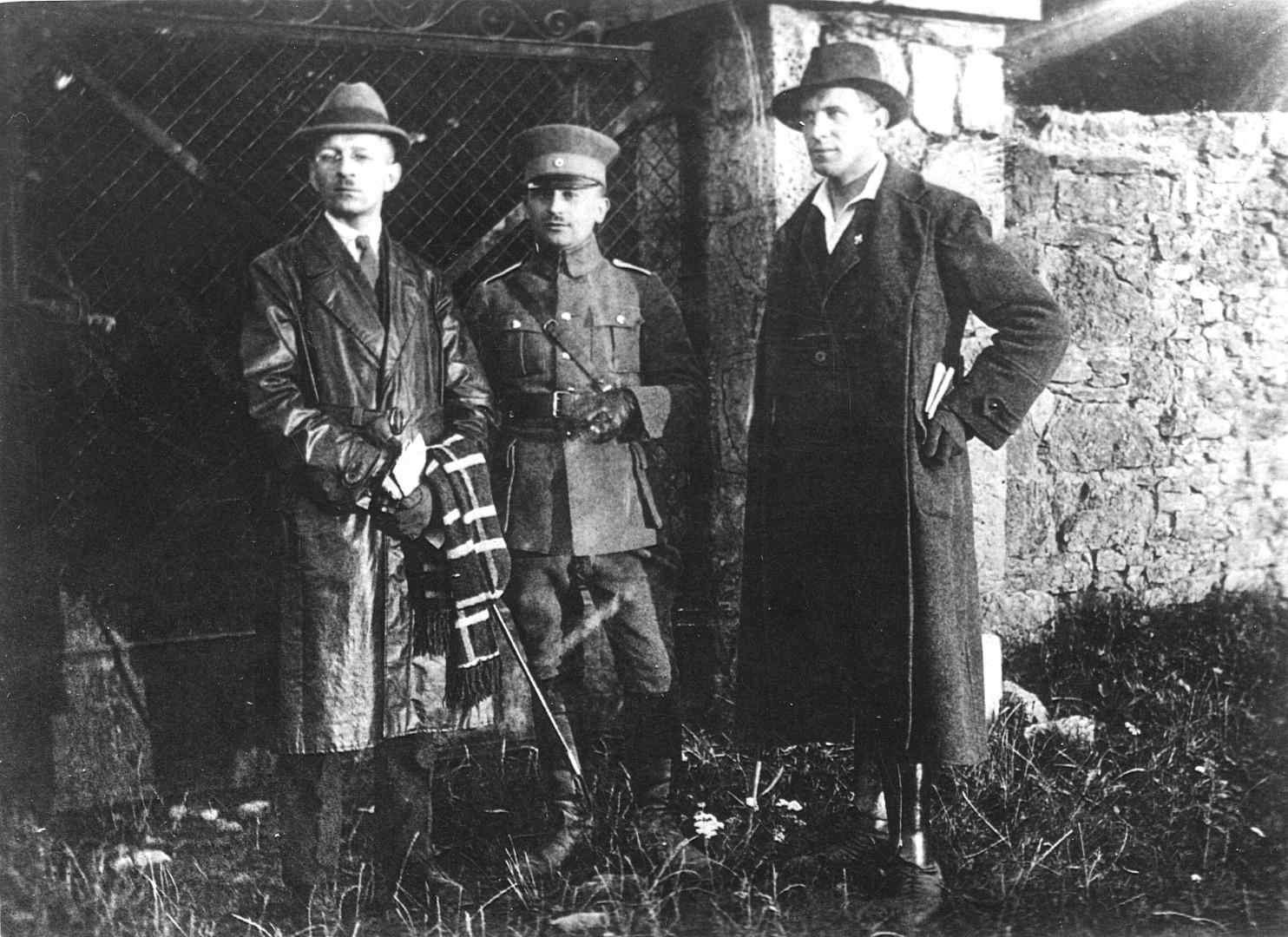
Działacze Polskiej Organizacji Wojskowej Górnego Śląska: Seweryn Jędrysik (pierwszy od prawej), Teodor Kulik, Józef Szafarczyk, 1921 r.

Po podziale Górnego Śląska porzucił życie publiczne wstępując do zakonu dominikanów w Krakowie. Wyjechał na studia do Rzymu, gdzie w 1927 roku przyjął święcenia kapłańskie. 5 lipca 1927 odbyły się w Katowicach jego prymicje. Uroczystość organizowali powstańcy śląscy na czele z wojewodą Michałem Grażyńskim i Adamem Kocurem, prezydentem miasta. Działał w Związku Powstańców Śląskich.
Na stopień kapelana rezerwy został mianowany ze starszeństwem z 1 maja 1936 i 1. lokatą w duchowieństwie wojskowym wyznania rzymskokatolickiego. Jako kapelan rezerwy został powołany do służby czynnej i mianowany administratorem parafii wojskowej w Słonimiu. 18 lutego 1939 został przemianowany na kapelana służby stałej. Od marca tego roku pełnił obowiązki szefa służby duszpasterskiej 20 Dywizji Piechoty.
Po pierwszych walkach II wojny światowej (13–14 września 1939) wraz z dywizją przybył na Pragę. W dniach 14–27 września uczestniczył w obronie Warszawy jako szef Służby Duszpasterskiej Dowództwa Pododcinka „Północ", wchodzącego w skład Odcinka Warszawa-Wschód na Pradze. Od prezydenta Stefana Starzyńskiego otrzymał legitymację Zasłużonego Obrońcy Stolicy. 8 października 1939 odprawił ostatnią, przed wyjazdem do obozów jenieckich, mszę polową dla swoich żołnierzy w Radziwiłłowie k. Skierniewic. Następnie aresztowany i osadzony w Oflagu IV A Hohenstein, a następnie przewieziony do Oflagu IX A Rotenburg. 18 kwietnia 1940 wraz z grupą kapelanów został przewieziony z Rotenburga do obozu koncentracyjnego w Buchenwaldzie. 6 lipca 1942 został wraz z innymi kapelanami osadzony w Dachau, gdzie został zginął 5 września.
Nazwisko Jędrysika upamiętnione zostało na płycie poświęconej kapelanom WP poległym i pomordowanym podczas II wojny światowej, znajdującej się w kościele garnizonowym w Warszawie. Autor publikacji Polskie powstania w powiecie strzeleckim z 1931 roku.

## Ordery i odznaczenia
- Krzyż Niepodległości – 16 września 1931 „za pracę w dziele odzyskania niepodległości”[8][9][10]
- Złoty Krzyż Zasługi – 1938 „za zasługi na polu pracy społecznej”[11][12]